# ألكسندر كودريافتسيف
ألكسندر كودريافتسيف (الروسية: Кудрявцев, Александр Михайлович) من مواليد 26 أكتوبر 1985 في يكاترينبورغ، الاتحاد السوفيتي، هو لاعب كرة مضرب روسي بدأ مسيرته في سنة 2003، يلعب باليد اليمنى واحتل المرتبة رقم 177 في عام (1 فبراير 2016) ضمن تصنيف رابطة محترفي كرة المضرب. وكان أعلى تصنيف في الفردي المركز الـ 117 في سنة 2015م، وأعلى تصنيف في الزوجي كان يحتل به المركز الـ 70 عام 2011م.

## الخط الزمني للفردي
مفتاح
| ف | ن | ن.ن | ر.ن | د# | د.م | ل | أ.أ | ت | غ | ب | ف | ذ | م.خ | ل.ت |

(ف) فاز بالبطولة (ن) وصل النهائي (ن.ن) نصف النهائي (ر.ن) ربع النهائي (د#) الأدوار الأربعة الأولى (د.م) دور المجموعات (ل) شارك في كأس ديفيز (أ.أ) خرج من الأدوار الاولى (ت) خسر التصفيات التأهيلية (غ) غاب عن الحدث أو البطولة (ب) حصل على ميدالية برونزية (ف) حصل على ميدالية فضية (ذ) حصل على ميدالية ذهبية (م.خ) بطولة الماسترز خُفضت إلى مرتبة أقل (ل.ت) البطولة لم تعقد في السنة المعينة.
لتجنب الارتباك وازدواجية الحساب، يتم تحديث هذه المعلومات إما في نهاية البطولة، أو عندما تكون مشاركة اللاعب في البطولة قد انتهت.
| الدورة            | 2008 | 2009 | 2010 | 2011 | 2012 | 2013 | 2014 | 2015 | م.ف   | ف-خ |
| ----------------- | ---- | ---- | ---- | ---- | ---- | ---- | ---- | ---- | ----- | --- |
| أستراليا المفتوحة | ت3   | ت3   | غ    | ت1   | د1   | غ    | ت1   | د1   | 0 / 2 | 0–2 |
| فرنسا المفتوحة    | غ    | غ    | غ    | ت1   | غ    | غ    | غ    | ت2   | 0 / 0 | 0–0 |
| ويمبلدون          | ت3   | ت2   | ت2   | ت2   | ت1   | غ    | غ    | ت1   | 0 / 0 | 0–0 |
| أمريكا المفتوحة   | ت2   | ت1   | ت2   | غ    | غ    | غ    | د2   | ت2   | 0 / 1 | 1–1 |
| فوز-خسارة         | 0–0  | 0–0  | 0–0  | 0–0  | 0–1  | 0–0  | 1–1  | 0–1  | 0 / 3 | 1–3 |
| تصنيف نهاية العام | 208  | 205  | 159  | 158  | 275  | 268  | 119  |      |       |     |

## روابط خارجية
- ألكسندر كودريافتسيف على موقع رابطة محترفي التنس (الإنجليزية)
- ألكسندر كودريافتسيف على موقع الاتحاد الدولي لكرة المضرب (الإنجليزية)
- ألكسندر كودريافتسيف على موقع خلاصة التنس.كوم (الإنجليزية)
- ألكسندر كودريافتسيف على موقع إي إس بي إن.كوم (الإنجليزية)